# 10450 Girard
10450 Girard este un asteroid din centura principală, descoperit pe 6 mai 1967, de Carlos Cesco Arnold Klemola.